# Дмитрівка (Березанська селищна громада)
Дми́трівка (до 1850 — Вінтулівка) — село в Україні, у Березанській селищній громаді Миколаївського району Миколаївської області. Населення становить 521 особу.

## Історія
Перші офіційні згадки про населений пункт, який знаходився поблизу сучасної Дмитрівки, знайдені на польській карті, котру склав відомий італійський картограф Джованні Антоніо Ріцці Дзанноні у 1767 році. На той час ця територія належала Османській Імперії. На ній ми можемо бачити поселення ногайських татар Джанліоба 
Станом на 1886 у селі Нечаянської волості Одеського повіту Херсонської губернії мешкало 154 особи, налічувалось 31 дворове господарство, існувала лавка.

## Персоналії
У селі народились:
- Собченко Артем Юрійович (1992—2023) — молодший сержант Збройних сил України, учасник російсько-української війни, Герой України (2024, посмертно).